# Могилёвское пехотное училище РККА
Могилевское пехотное училище РККА (бел. Магілёўскае пяхотнае вучылішча РСЧА) — военное училище в Могилеве (Белорусская ССР), действовавшее в 1939—1943 годах. Готовило кадры для Рабоче-крестьянской Красной армии.
После начала массовых репрессий (1937—1938) в советском войске возникла острая потребность в новых офицерских кадрах, поскольку перед началом Второй мировой войны государство наращивало военные силы и увеличивало численность армии. С целью скорейшего накопления командных кадров Наркомат обороны сократил срок обучения в военных училищах до 2 лет, однако существовали и серьезные ограничения, например, туда не принимали членов семей репрессированных.
Командно-начальствующий состав Могилевского училища был утвержден приказом Наркома обороны СССР от 31 декабря 1939 года. Первым начальником училища стал майор Субботин М. Т., а с марта 1940 года — полковник Шадрин М. И.
Накануне войны в БССР было 15 военных училищ. Например, наряду с пехотным, в Могилеве действовало также стрелково-пулеметное училище и пехотные курсы усовершенствования командного состава.
После начала Великой Отечественной войны училище эвакуировали в город Вольськ (Саратовская область), а во второй половине 1943 года — расформировали.

## Выпускники
- Зинуков, Михаил Семёнович — герой Советского Союза (подавление Венгерского восстания 1956 года);
- Костычев, Степан Федорович — герой Советского Союза;
- Юрпольский, Иван Иванович — генерал-лейтенант, доктор военных наук, депутат Верховного Совета Грузинской ССР.